# Governo della Georgia
Il governo della Georgia (in georgiano საქართველოს მთავრობა?, Sakartvelos Mtavroba) è l'organo collegiale detentore del potere esecutivo in Georgia che attua le politiche interne ed estere del paese. È presieduto dal Primo ministro ed è composto dai suoi vice e dai ministri ed è responsabile davanti al Parlamento. Gli attuali poteri e responsabilità del governo sono disciplinati dagli emendamenti della Costituzione della Georgia approvati nel 2017 e nel 2018. Dal 14 maggio 1991 al 9 novembre 1996, il governo esecutivo della Georgia è stato denominato Gabinetto dei ministri della Repubblica di Georgia (საქართველოს რესპუბლიკის მინისტრთა კაბინეტი).

## Storia
L'organo esecutivo supremo della prima Repubblica di Georgia era il Governo della Repubblica eletto dal Consiglio nazionale della Georgia il 26 maggio 1918. Secondo la costituzione, adottata il 21 febbraio 1921, il governo era composto dal presidente, eletto dal parlamento per uno anno e per non più di due mandati consecutivi, e ministri, invitati dal Presidente. Prima che la Costituzione potesse essere pienamente attuata, durante l'invasione dell'Armata Rossa della Georgia, il governo del paese andò in esilio verso la Francia nel marzo 1921 e continuò a funzionare come governo in esilio per qualche tempo, mentre il paese veniva occupato dal Comitato rivoluzionario bolscevico (Revkom). La Georgia è stata governata senza un ordine costituzionale fino al 2 marzo 1922, quando il potere esecutivo è stato concesso al Consiglio dei Commissari del popolo della RSS Georgiana, responsabile prima della legislatura della Georgia sovietica, nota come Consiglio supremo dopo il 1937.
Nella costituzione del 1978, il Consiglio dei commissari del popolo è stato ribattezzato Consiglio dei ministri. In una Georgia recentemente indipendente, il potere esecutivo era organizzato nel Gabinetto dei ministri, presieduto dal Primo ministro, nominato dal Presidente della Georgia. Dopo il colpo di stato del 1992 e una pausa costituzionale, la prima costituzione moderna della Georgia, adottata il 24 agosto 1995, non faceva alcun riferimento al governo come a un organo di potere separato; tutto il potere esecutivo era esercitato dal Presidente tramite ministri nominati. L'emendamento costituzionale del febbraio 2004 ha ristabilito la posizione del primo ministro e del governo della Georgia che erano responsabili davanti al Presidente e al Parlamento. In una serie di emendamenti approvati tra il 2010 e il 2018, la Georgia è stata trasformata in una democrazia parlamentare, in base alla quale la maggior parte dei poteri esecutivi del presidente sono stati concessi al primo ministro e al governo, mentre il presidente è rimasto un capo di stato cerimoniale e il comandante in capo. 

## Quadro costituzionale

### Composizione
Il governo della Georgia è composto da un primo ministro e da ministri. Il primo ministro è il capo del governo. Oltre ai ministri - che sono responsabili dei ministeri e gestiscono un settore specifico della pubblica amministrazione - uno o più ministri di Stato possono essere introdotti nel governo per sovrintendere ai compiti del governo di particolare importanza.  A un membro del governo è costituzionalmente vietato ricoprire qualsiasi altra carica tranne che in un partito politico, essere impegnato in attività imprenditoriali o ricevere una remunerazione per qualsiasi altra attività, ad eccezione di quella accademica e dell'insegnamento.  Il governo garantisce la propria rappresentanza nelle suddivisioni amministrative attraverso un rappresentante o un governatore dello stato.
Il capo del governo della Georgia è il primo ministro, che nomina e revoca i ministri e assegna le funzioni di vice primo ministro a uno dei membri del governo. Il primo ministro e il governo sono responsabili dinanzi al Parlamento della Georgia.

### Voto di fiducia
Una volta che il parlamento nuovamente eletto avrà assunto pienamente i suoi poteri, il governo cede i suoi poteri al parlamento e continua ad esercitare le sue funzioni fino alla nomina di un nuovo primo ministro. In caso di dimissioni del primo ministro o in caso contrario di cessazione della carica, il governo continua ad agire fino alla nomina di un nuovo Primo ministro. In entrambi i casi, entro due settimane, il Parlamento deve votare sul governo proposto attraverso un candidato a premier nominato dal partito politico che ha ottenuto i migliori risultati alle elezioni legislative. Per approvare un voto di fiducia è richiesta la maggioranza del numero totale dei membri del Parlamento.
Se il voto di fiducia del Parlamento non viene approvato entro il termine stabilito, il Presidente della Georgia scioglie il Parlamento non prima di due settimane e non oltre tre settimane dopo la scadenza del rispettivo periodo di tempo e indice elezioni parlamentari straordinarie. Entro due giorni dal voto di fiducia al governo, il presidente della Georgia nomina un primo ministro. Il Presidente del Consiglio procede quindi alla nomina entro due giorni dalla designazione. Se il presidente non nomina il primo ministro entro il termine stabilito, il primo ministro si considera nominato.

### Voto di sfiducia
Un voto di sfiducia al governo può essere fatto se la mozione è proposta da più di un terzo del numero totale dei membri del Parlamento. Insieme a una mozione di sfiducia, i promotori nominano un candidato alla carica di primo ministro e quest'ultimo propone un nuovo governo. Se il Parlamento non vota la sfiducia al governo, gli stessi membri del Parlamento non hanno il diritto di proporre un voto di sfiducia entro i successivi sei mesi. Un voto di fiducia può essere avviato anche dal primo ministro. Una questione di fiducia viene posta in votazione non prima del 7º giorno e non oltre il 14º giorno dopo la sua presentazione. Se il governo non riesce a ottenere un voto di fiducia dal parlamento, il presidente della Georgia scioglie il parlamento e indice un'elezione parlamentare straordinaria.

## Composizione attuale
| Membro              | Membro              | Titolare                                                                          | Dal             |
| Primo ministro      | Primo ministro      | Primo ministro                                                                    | Primo ministro  |
| ------------------- | ------------------- | --------------------------------------------------------------------------------- | --------------- |
|                     | Irak'li K'obakhidze | Primo ministro                                                                    | 8 febbraio 2024 |
| Vice primi ministri |                     |                                                                                   |                 |
|                     |                     | Vice primo ministro                                                               |                 |
|                     |                     | Vice primo ministro                                                               |                 |
|                     |                     | Vice primo ministro                                                               |                 |
| Ministri            |                     |                                                                                   |                 |
|                     |                     | Ministro degli affari esteri                                                      |                 |
|                     |                     | Ministro della cultura, degli sport e della gioventù                              |                 |
|                     |                     | Ministro dell'economia e dello sviluppo sostenibile                               |                 |
|                     |                     | Ministro delle finanze                                                            |                 |
|                     |                     | Ministro dello sviluppo regionale e delle infrastrutture                          |                 |
|                     |                     | Ministro della giustizia                                                          |                 |
|                     |                     | Ministro degli affari interni                                                     |                 |
|                     |                     | Ministro della difesa                                                             |                 |
|                     |                     | Ministro della protezione ambientale e dell'agricoltura                           |                 |
|                     |                     | Ministro dell'istruzione e della scienza                                          |                 |
|                     |                     | Ministro degli sfollati interni dai territori occupati, del lavoro e della salute |                 |
|                     |                     | Ministro di Stato per la riconciliazione e l'uguaglianza civica                   |                 |